# (9441) 1997 GN8
A (9441) 1997 GN8 a Naprendszer kisbolygóövében található aszteroida. A LINEAR program keretében fedezték fel 1997. április 2-án.